# Daredevil (1.ª temporada)
A primeira temporada da série de televisão americana Daredevil, que se baseia no personagem de mesmo nome da Marvel Comics, acompanha os primeiros dias de Matt Murdock / Demolidor, um advogado de dia, que combate o crime à noite, se opondo com a ascensão do rei do crime Wilson Fisk. Ela está situada no Universo Cinematográfico Marvel, compartilhando a continuidade com os filmes e outras séries de televisão da franquia. A temporada foi produzida pela Marvel Television em associação com a ABC Studios, DeKnight Prods. e Goddard Textiles, com Steven S. DeKnight servindo como showrunner,  e o criador da série Drew Goddard atuando como consultor.
Charlie Cox estrela como Murdock, enquanto Vincent D'Onofrio interpreta Fisk. Os dois são acompanhados pelos principais membros do elenco Deborah Ann Woll, Elden Henson, Toby Leonard Moore, Vondie Curtis-Hall, Bob Gunton, Ayelet Zurer e Rosario Dawson. Demolidor entrou em desenvolvimento no final de 2013, com Goddard inicialmente contratado em dezembro de 2013. DeKnight o  substituiu como showrunner e Cox foi contratado para estrelar em maio de 2014. Filmada em Nova York de julho a dezembro de 2014, a temporada se concentra nos elementos mais sombrios e maduros do material de origem. Stephanie Maslansky projetou os trajes para a temporada, com o traje vermelho final para Demolidor projetado por Ryan Meinerding e os artistas de figurino da Marvel Studios. A temporada apresenta ligações e referências a outros projetos do UCM.
Os dois primeiros episódios da temporada estrearam em Los Angeles em 2 de abril de 2015, com a temporada completa de 13 episódios lançada na Netflix em 10 de abril, tendo uma estimada audiência e alta aclamação da crítica. Os críticos elogiaram as atuações, particularmente D'Onofrio, o tom mais sombrio e as seqüências de ação da série comparada a outras propriedades situadas no UCM. A primeira temporada recebeu duas indicações para o Creative Emmy Awards, pelos efeitos visuais do Shade VFX e pela edição de som. A série foi renovada para uma segunda temporada em 21 de abril de 2015.

## Elenco

### Regular
- Charlie Cox como Matt Murdock / Demolidor
- Vincent D'Onofrio como Wilson Fisk / Rei do Crime
- Rosario Dawson como Claire Temple
- Deborah Ann Woll como Karen Page
- Elden Henson como Franklin "Foggy" Nelson
- Toby Leonard Moore como James Wesley
- Vondie Curtis-Hall como Ben Urich
- Ayelet Zurer como Vanessa Marianna
- Bob Gunton como Leland Owsley

### Recorrente
- Nikolai Nikolaeff como Vladmir Ranskahov
- Peter McRobbie como Padre Lantom
- Royce Johnson como Brett Mahoney
- Matt Gerald como Melvin Potter
- Amy Rutberg como Marci Stahl
- Peter Shinkoda como Nobu

### Convidados
- Scott Glenn como Stick

## Produção

### Desenvolvimento
Em outubro de 2013, Marvel e Disney anunciaram que iriam fornecer Netflix com séries em live-action centradas em torno de Demolidor, Jessica Jones, Punho de Ferro e Luke Cage, levando até uma mini-série baseada nos Defensores. Este formato foi escolhido devido ao sucesso de Os Vingadores, para o qual os personagens de Homem de Ferro, Hulk, Thor e Capitão América foram todos introduzidos separadamente antes de serem unidos no filme. Drew Goddard foi contratado para servir como produtor executivo e showrunner de Demolidor, no entanto, em maio 2014, foi anunciado que Goddard tinha deixado o cargo de showrunner, a fim de se concentrar em dirigir um filme baseado no Sexteto Sinistro da Marvel para a Sony Pictures Entertainment. Ele foi substituido por Steven S. DeKnight. Goddard, que escreveu os dois primeiros episódios, permaneceu com a série como consultor e produtor executivo. Também foi revelado que a série seria intitulada Marvel's Daredevil. A primeira temporada é composta por 13 episódios de uma hora de duração, e DeKnight, Goddard, Jeph Loeb, Jim Chory, Dan Buckley, Joe Quesada, Stan Lee, Alan Fine, Cindy Holland, Kris Henigman, Allie Goss e Peter Friedlander são os produtores executivos.

### Escrita
A temporada não adapta diretamente qualquer história dos quadrinhos, com DeKnight sentindo que era mais importante se concentrar em "pregar o espírito dos quadrinhos". Ele afirmou que o apoio da Netflix aos "criativos", juntamente com as restrições da Marvel sobre suas propriedades, o levou a empurrar o material de origem o mais longe que pôde, respeitando os personagens e sua história e ficando surpreso como todos estão dispostos a ter um olhar realmente fresco e realmente empurrando o que estão fazendo. Vincent D'Onofrio comparou contanr uma história na Netflix é mais "um filme de 13 horas" do que uma série de televisão e notou que o tempo pode ser tomado para contar a história e "ser muito mais específico". Deborah Ann Woll explicou que o que ela viu como um dos temas mais importantes da série eram pessoas normais que tinham um impacto em "circunstâncias aparentemente insuperáveis", com foco não nas habilidades do Demolidor ou nas qualificações dos personagens, mas em sua vontade de ajudar as pessoas. 
Embora a temporada fosse muito mais violenta do que obras anteriores do UCM, DeKnight sentiu que a violência sexual seria ir "muito longe", dizendo que "Demolidor não estava pedindo muitas situações sexuais, especialmente porque Matt Murdock não está realmente em posição de entrar em um relacionamento."
Falando sobre a forma como a temporada revela o nome "Daredevil", DeKnight explicou que várias opções tinham sido levantadas, como "uma das versões nos quadrinhos onde quando ele era uma criança as pessoas costumavam burlá-lo com o nome Daredevil", que fez não se encaixava no mundo da série, ou ter Ben Urich dando ao personagem o nome, mas o momento para isso não funcionou devido à morte de Urich antes do traje final do Demolidor ser introduzido. Foi decidido que em vez de ter o nome Daredevil falado na tela, seria mais fácil apresentá-lo através da mídia como uma manchete de jornal. Por que isso não foi feito para Wilson Fisk como Rei do Crime, DeKnight afirmou que ele sentia que seria "um pouco bobo .... [se] nós fomos, 'Oh eles o chamaram de Daredevil! Oh eles o chamaram de Kingpin!'.

### Ligações com o Universo Cinematográfico Marvel
Ligações a outras propriedades do UCM incluem o personagem de Carl" Crusher "Creel, que aparece em Agents of S.H.I.E.L.D. interpretado por Brian Patrick Wade, e é mencionado como tendo lutado com Jack Murdock no seu último combate de boxe. Orfanato St. Agnes, onde tanto Matt Murdock e Skye de Agents S.H.I.E.L.D. foram criados; As insígnias da heroína de Madame Gao, que é uma conexão com o antagonista de Punho de Ferro, Steel Serpent; e menções de Roxxon Oil, uma empresa caracterizada durante todo o UCM. 
Alguns easter eggs também podem ser notados sem bem observados. Uma moldura com a primeira página do jornal New York Bulletin faz referência ao ataque em Nova York pela raça de alienígenas Chitauri, eventos estes que ocorrem no filme Os Vingadores (2012). Outra moldura mostra uma matéria sobre a batalha entre Hulk e o supervilão Abominável que aconteceu no Harlem, essa batalha foi vista no filme O Incrível Hulk (2008).

## Episódios
| 1 | 1  | "Into the Ring" "No Círculo"                     | Phil Abraham       | Drew Goddard                        | 10 de abril de 2015 |
| Criminosos, incluindo a máfia russa, Yakuza e chinês, tiraram partido das circunstâncias de Hell's Kitchen desde "o incidente". Um menino que ficou cego em um acidente que lhe deu uma sentidos elevados, Matt Murdock começa lutando este com elemento criminoso crescente pela noite como um vigilante fantasiado ao abrir um escritório de advocacia com seu amigo, Foggy Nelson. Sua primeira cliente é Karen Page, uma Secretária para construtoria Union Alliad, que tinha sido culpado pelo assassinato de seu colega de trabalho, Daniel Fisher, depois descobrindo acidentalmente um esquema de desfalque de pensão. Murdock impede que Karen fosse processada e a protege de um assassino, antes de expor o escândalo por Ben Urich no The New York Bulletin. Grato por sua ajuda, Page se oferece para trabalhar para Murdock e Nelson. James Wesley encobre o envolvimento do seu empregador no escândalo e pedidos de Anatoly e Vladimir Ranskahov, líderes dos russos, para lidar com Murdock ("o homem de preto"): eles raptam um jovem rapaz para atraí-lo para uma armadilha.                                                |    |                                                  |                    |                                     |                     |
| 2 | 2  | "Cut Man" "Fio da Navalha"                       | Phil Abraham       | Drew Goddard                        | 10 de abril de 2015 |
| Quando Murdock era um menino, seu pai foi assassinado por ganhar uma luta que disseram para jogar. Agora, depois de não resgatar o menino sequestrado, Murdock gravemente ferido é encontrado em uma lixeira pela enfermeira Claire Temple. Enquanto isso, Nelson tentava consolar Page após suas recentes experiências traumáticas. Temple leva Murdock ao apartamento dela, tende a feridas e remove sua máscara, descobrindo sua cegueira. Ele se recusa a revelar seu nome, mas revela seus sentidos aumentados quando o alertam para um russo que está procurando o prédio de apartamentos, dando tempo a Temple para esconder Murdock e convencer o homem de que ela não o conhece. Murdock percebe que o homem não acreditou nela e a dominou, levando-a para o telhado. Murdock e Temple o torturaram para revelar a localização do menino, antes de Murdock o afastar do telhado e entrar no mesmo lixo. Ele mal sobrevive. Murdock entra no prédio onde eles estão mantendo o menino, derrota os guardas e o resgata. |    |                                                  |                    |                                     |                     |
| 3 | 3  | "Rabbit in a Snowstorm" "Camuflagem"             | Adam Kane          | Marco Ramirez                       | 10 de abril de 2015 |
| Wesley, tendo tomado conhecimento de Nelson e Murdock por causa de seu envolvimento com Page durante o escândalo da Union Allied, os contrata para defender John Healy, um assassino. Embora Nelson deseje não se envolver com um elemento criminoso óbvio, Murdock deseja usar o caso para descobrir quem é o empregador de Wesley e, portanto, aceita a oferta de Wesley, que inclui uma soma substancial para garantir seu silêncio. Page recebe uma oferta similar da Union Allied, que não quer que ela fale com mais ninguém sobre o escândalo e ameaça processá-la por fugir de segredos da empresa à imprensa se ela não concordar. Apesar disso, Page vai para Urich, cujo editor Ellison está a forçando a escrever histórias supérfluas, em vez de as principais quebras de crime de sua juventude, e oferece mais informações sobre o escândalo da Union Allied. Depois de defender com sucesso Healy, Murdock o confronta com traje e o força a revelar o empregado de Wesley, Wilson Fisk. Healy então cometeu suicídio em vez de enfrentar as consequências disso.                                                              |    |                                                  |                    |                                     |                     |
| 4 | 4  | "In the Blood" "Está no Sangue"                  | Ken Girotti        | Joe Pokaski                         | 10 de abril de 2015 |
| Murdock é incapaz de encontrar qualquer registro de Fisk, e então continua a interrogar criminosos, procurando respostas. Wesley informa os Ranskahovs de uma oferta que a Fisk fez para ajudar com suas operações, dadas as recentes falhas. Irritado por esse aparente leve, eles tentam parar o homem de preto de uma vez por todas visitando no hospital o russo que Murdock jogou do telhado. Depois que os russos falam de Temple, eles enviam homens para sequestrá-la, mas ela consegue chamar Murdock a tempo de alertá-lo de seu sequestro. Os russos tentam torcer o nome de Murdock e Temple, mas Murdock chega e derrota os gângsters. Vendo as consequências disso, os Ranskahovs decidem concordar com a oferta da Fisk, com Anatoly indo contar pessoalmente a Fisk, entrando no restaurante onde Fisk está jantando com uma curadora de galeria de arte chamada Vanessa. Fisk toma uma casa de Vanessa confusa e, irritada com essa intrusão e constrangimento, Fisk briga com Anatoly e ordena que Wesley envie o corpo para Vladimir.                                                                                       |    |                                                  |                    |                                     |                     |
| 5 | 5  | "World on Fire" "Em Chamas"                      | Farren Blackburn   | Luke Kalteux                        | 10 de abril de 2015 |
| Fisk explica a situação aos seus aliados, incluindo a líder chinesa Madame Gao, de quem ele pede um favor especial. Elena Cárdenas, locadora do poderoso empresário Armand Tulley, vem para Nelson e Murdock depois de Tulley, que quer converter o prédio de seus apartamentos, manda homens para destruir sua casa. Nelson vai para os advogados de Tulley em Landman e Zack (onde ele e Murdock foram internados), representado por Marci Stahl, a ex-namorada de Nelson. Ela explica que Cardenas e seus vizinhos podem tomar um grande assentamento ou serem despejados. Enquanto procurava reclamações contra Tulley na delegacia, Murdock percebe os detetives Carl Hoffman e Christian Blake são corruptos quando ele os ouve matar um russo. Murdock mais tarde incapacita Blake e usa seu celular para encontrar Vladimir. Fisk paga Turk Barrett para revelar a Vladimir que Fisk matou Anatoly, e enquanto se preparam para uma guerra contra Fisk, suas forças são destruídas em um ataque suicida dos trabalhadores de Gao. Vladimir sobrevive, mas Murdock o encontra, pois estão rodeados por policiais.                       |    |                                                  |                    |                                     |                     |
| 6 | 6  | "Condemned" "Condenado"                          | Guy Ferland        | Joe Pokaski & Marco Ramirez         | 10 de abril de 2015 |
| Murdock tira a polícia quando eles tentam matar Vladimir nas ordens de Fisk e ele leva Vladimir para um armazém abandonado, esperando respostas sobre Fisk, enquanto Nelson e Cardenas estão feridos nos bombardeios. Com a ajuda de Temple, Murdock cauteriza as feridas de Vladimir, alertando um policial não corrupto para a presença deles. O oficial chama a localização de Murdock e Vladimir, e o armazém logo é cercado. Blake e Hoffman assumem o controle da situação e aguardam as ordens de Fisk. Fisk fala com Murdock através da rádio da polícia, dizendo-lhe sua admiração pelo que Murdock está tentando fazer, mesmo que choque com os próprios planos de Fisk para salvar a cidade. Fisk então enquadra o vigilante ao ter um atirador de polícia contra outros oficiais do telhado do armazém, incluindo Blake, como Urich e a mídia observando. Vladimir, em troca de Murdock ir vingar a morte de Anatoly, lhe dá informações sobre Leland Owlsley – o contador de todas as operações de Fisk – antes de dar sua vida para que Murdock possa escapar.                                                                   |    |                                                  |                    |                                     |                     |
| 7 | 7  | "Stick"                                          | Brad Turner        | Douglas Petrie                      | 10 de abril de 2015 |
| Murdock rastreia Owlsley, mas está distraído com a chegada de um homem idoso: o mentor de Murdock, Stick, que o ensinou a dominar suas habilidades quando era uma criança, mas o abandonou quando Murdock desenvolveu um apego a ele. Agora, ele alista a ajuda de Murdock para destruir o Céu Negro, uma arma que os japoneses, liderados por Nobu, estão trazendo a Nova York. Stick concorda em abster-se de matar, mas rompe sua promessa quando ele mata Céu Negro, que é realmente um menino. Depois de lutar no apartamento de Murdock, Murdock derrota Stick, que concorda em deixar a cidade. Urich, tendo concordado em ajudar Page a expor o escândalo e a corrupção em torno da Hell's Kitchen e da Union Allied, explica que eles precisam de provas antes de poderem publicar qualquer coisa. Ao procurar uma conexão entre os homens de Tulley e a Union Allied, Page é confrontada por eles. Nelson ajuda a escapar deles, então ela e Urich explicam sua investigação para ele. Stick mais tarde conversa com um homem fortemente marcado sobre o papel de Murdock nos eventos futuros.                                       |    |                                                  |                    |                                     |                     |
| 8 | 8  | "Shadows in the Glass" "Sombras com Reflexo"     | Stephen Surjik     | Steven S. DeKnight                  | 10 de abril de 2015 |
| Page e Nelson trazem Murdock em seu plano, e ele concorda enquanto eles deixam de se colocar em perigo e usam o sistema legal ao invés de táticas subjugadas. Owlsley e Nobu, com raiva de serem confrontados pelo vigilante e perdendo Céu Negro, respectivamente, expressam seu descontentamento com Fisk, enquanto ele também está lidando com Blake, que acorda no hospital. Fisk convence Hoffman para matar Blake antes que ele possa falar contra Fisk, mas Hoffman está incapacitado por Murdock, que recebe informações sobre o Fisk de Blake antes que ele morra. Gao visita Fisk, alertando-o de que ele terá que controlar todo o controle se ele não quiser que ela, Nobu e Owlsley o peguem. Um Fisk irritado é mais tarde consolado por Vanessa, e ele diz a ela que quando criança, ele matou seu pai quando ele estava batendo em sua mãe. Ela o convence a levantar-se e ir ao público com suas intenções de salvar a cidade. Isso anula todas as informações de Murdock de Blake, que Urich iria publicar. |    |                                                  |                    |                                     |                     |
| 9 | 9  | "Speak of the Devil" "E por Falar no Diabo"      | Nelson McCormick   | Christos Gage & Ruth Fletcher Gage  | 10 de abril de 2015 |
| Na sequência da revelação pública do Fisk, Murdock, Page, Nelson e Urich começam à procura de algo do passado do Fisk que podem usar contra ele. Murdock encontra Vanessa em sua galeria de arte, na esperança de ganhar a introspecção do Fisk. Nobu exige um bloco de cidade prometida do Fisk, que concorda com a condição de Nobu fornecê-lo com um "especialista" em troca para lidar com o vigilante. O bloco, que Fisk comprou de Tulley, é onde vive o Cardenas e ela é um dos poucos inquilinos que atrapalha a Fisk é presentear a Nobu. Quando Cardenas é morto por um drogado, Murdock percebe que Fisk está por trás disso e controla-lo para um armazém abandonado, onde ele é confrontado com o especialista: Nobu. Murdock eventualmente derrota Nobu, acidentalmente, causando-lhe a queimar vivos, mas sustenta a ferimentos graves. Fisk então confronta Murdock, que bate nele quase até a morte. Murdock quase não escapa, apenas para recolher em sua casa na frente de Nelson. |    |                                                  |                    |                                     |                     |
| 10 | 10 | "Nelson v. Murdock" "Nelson vs. Murdock"         | Farren Blackburn   | Luke Kalteux                        | 10 de abril de 2015 |
| Depois que Temple curar as feridas de Murdock, Nelson o confronta sobre suas atividades de "cegueira" e vigilantes. Murdock explica que, depois de ter experimentado a moral torcida de Landman e Zack, Murdock assumiu a si mesmo para confrontar um estuprador pedófilo e incestuoso sem evidências legais contra ele, mas que Murdock descobriu por seus sentidos elevados. Desde então, ele estava fazendo tudo o que podia para tornar a cidade um lugar melhor sempre que a lei não pudesse. Nelson, incapaz de olhar além das mentiras de Murdock, sai de sua empresa. Urich, após a extensão na residência hospitalar de sua esposa doente é negado e oferece-lhe um emprego melhor remunerado como editor e não como repórter, decide desistir da investigação. Page, em uma tentativa de mudar de ideia, leva-o para um repouso que ela acabou de descobrir, onde eles conhecem Marlene Vistain, a mãe de Fisk, que lhes diz que Fisk matou seu pai. Fisk, enquanto isso, está jogando uma gala de caridade para coletar dinheiro para as vítimas dos bombardeios. Ali, muitos dos convidados, incluindo Vanessa, estão envenenados. |    |                                                  |                    |                                     |                     |
| 11 | 11 | "The Path of the Righteous" "O Caminho dos Bons" | Nick Gomez         | Steven S. DeKnight & Douglas Petrie | 10 de abril de 2015 |
| Ainda se recuperando de seus ferimentos, Murdock diz adeus a Temple, que vai embora por um tempo. Antes de ir, Temple sugere que ele obtenha uma melhor proteção se continuar sua cruzada. Com a ajuda de Barrett, Murdock encontra Melvin Potter, um engenheiro mentalmente desequilibrado que foi forçado a criar roupas blindadas para o Fisk e pede-lhe que faça um terno de armadura em troca de impedir que Fisk machucasse qualquer outra pessoa. Page deseja revelar a história de como a Vistain está viva e diz que Fisk matou seu pai, mas Urich explica que não é confiável, dado seu estado de espírito. Enquanto Fisk não deixa o lado de Vanessa enquanto se recupera no hospital, Wesley recebe um telefonema da Vistain e aprende que Page e Urich a visitaram. Ele confronta Page e tenta chantageá-la para não expor Fisk, ameaçando ferir seus amigos. Quando Fisk chama Wesley para descobrir onde ele está, o toque o distrai o suficiente para que Page tire sua arma e mate-o. |    |                                                  |                    |                                     |                     |
| 12 | 12 | "The Ones We Leave Behind" "Pelos que Ficam"     | Euros Lyn          | Douglas Petrie                      | 10 de abril de 2015 |
| Usando informações de Urich, Murdock encontra a base da operação de heroína de Gao e desmantela, com Gao, que pode segurar a sua própria contra Murdock, escapando e decidindo retornar à sua pátria para pensar sobre o futuro. Os homens de Fisk acham Wesley, e o aflito Fisk percebe que a última pessoa com quem falou era Vistain. Desejando manter aqueles que ele ama seguros, enviando-os para fora do país, Fisk é incapaz de convencer Vanessa para deixá-lo, mas fica com Vistain, com Vistain doente incapaz de lhe dizer o que o chamado para Wesley. Nelson continua seu trabalho sem Murdock, e leva o que sabe para Stahl. Page, lutando para acabar matando Wesley, convence Urich a escrever a história, mas é rejeitado por Ellison. Quando Urich acusa Ellison de ser pago pela Fisk, ele é demitido. Urich decide iniciar seu próprio blog para obter a história de Fisk por aí, mas o informante atual de Fisk no Boletim diz-lhe que Urich visitou Vistain, irritando-o até o ponto em que ele invadiu o apartamento de Urich e o mata.                                                                                |    |                                                  |                    |                                     |                     |
| 13 | 13 | "Daredevil" "Demolidor"                          | Steven S. DeKnight | Steven S. DeKnight                  | 10 de abril de 2015 |
| Murdock e Page assistem funeral de Urich, enquanto Fisk descobre que Owlsley e Gao conspiraram para envenenar Vanessa, quem julgaram como uma distração, e que Owlsley tem escondido Hoffman como uma apólice de seguro. Quando Owlsley tenta chantageá-lo, Fisk fica enfurecido mata Owlsley jogando-o no poço do elevador aberto. Murdock e Nelson deixam de lado suas diferenças e começam a construir seu caso contra o Fisk. Como o vigilante, Murdock encontra Hoffman com informações de Stahl e o convence a testemunhar contra o Fisk. Agindo por este testemunho, agentes federais prendem Fisk e seus co-conspiradores, mas Fisk consegue escapar de custódia. Antes de ele pode fugir da cidade, Murdock consegue interceptá-lo, usando a nova armadura feita para ele por Potter. Depois de uma luta brutal, Murdock derrota Fisk e deixa-lo à polícia. Com Fisk preso, Vanessa deixa a cidade. Murdock, Page e Nelson comemoram seu sucesso e retomam o seu trabalho. O vigilante é chamado "Demolidor" pelos meios de comunicação.                                                                                              |    |                                                  |                    |                                     |                     |